# Квасов, Ярослав Игоревич
Яросла́в И́горевич Ква́сов (укр. Ярослав Ігорович Квасов; род. 5 марта 1992, Славянск, Донецкая область) — украинский футболист, нападающий хмельницкого «Подолья»

## Игровая карьера
Воспитанник донецкого «Олимпика». Летом 2011 года был приглашён в луганскую «Зарю», в молодёжном составе которой провёл в 70 матчей в которых забил 18 мячей. В сезоне 2012/13 становился чемпионом Украины среди молодёжных команд.
В 2014 году по приглашению бывшего тренера «Зари» Вадима Добижи, был отдан в аренду в клуб высшей эстонской лиги «Калев» (Силламяэ). В Эстонии нападающий провёл два сезона. В 2014 году со своей командой становился серебряным призёром чемпионата. В 2015 году забил 19 голов в 33 матчах, став вторым бомбардиром турнира. Дважды принимал участие в розыгрышах Лиги Европы УЕФА (2014/15 — 4 игры, 2015/16 — 2). В общей сложности на счету 23-х летнего форварда 31 гол в 74 играх за «Калев».
Зимой 2016 года Квасов вернулся в «Зарю». В украинской Премьер-лиге дебютировал 6 марта того же года в игре с донецким «Олимпиком», заменив на 89-й минуте Филиппа Будковского.
В феврале 2017 года заключил контракт бронзовым призёром чемпионата Грузии 2016 года батумским «Динамо».
С апреля 2019 года выступает за клуб Первой лиги Грузии ФК «Телави».

## Достижения
«Ингулец»
- Победитель Первой лиги Украины: 2023/24